# Xandall

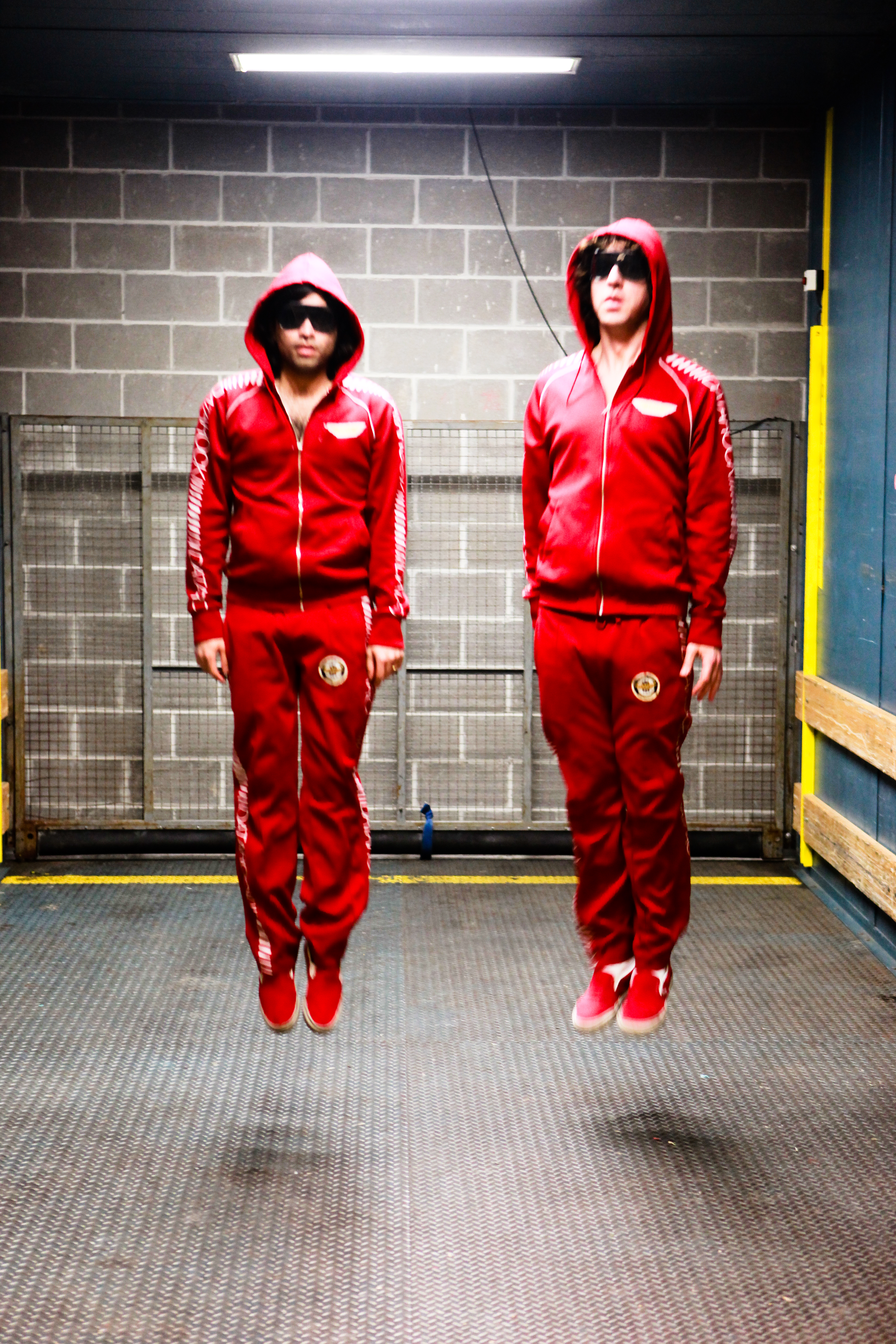
Dos nois amb xandall vermell

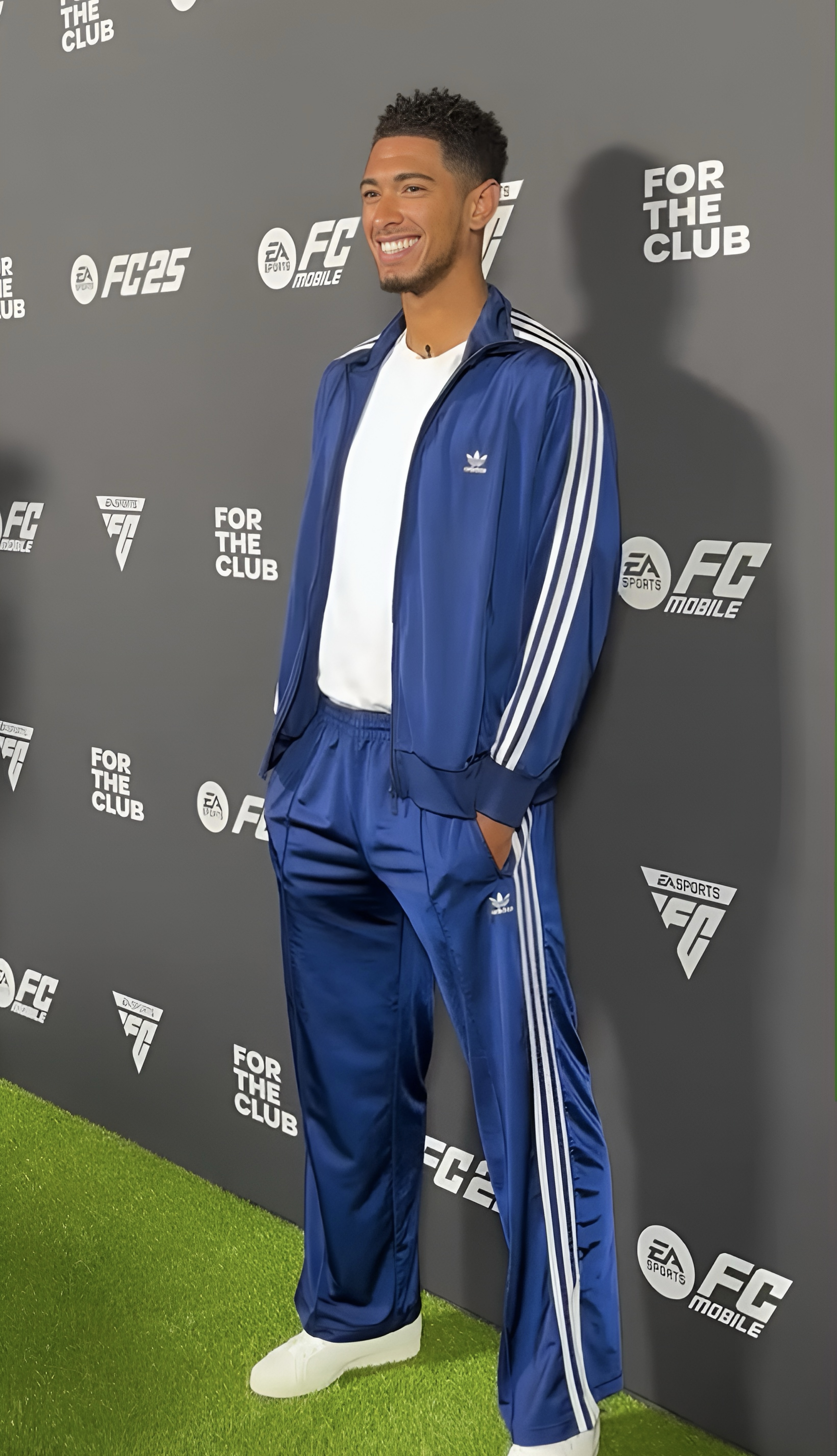
El futbolista anglès Jude Bellingham amb xandall en un esdeveniment d'EA Sports el 2024

Un xandall és un conjunt de jersei, o jaqueta, i pantalons unisex que hom sol fer servir en pràctiques esportives i en gimnàstica. També és habitual a les danses urbanes i per anar cómode per casa o al lleure.
El xandall és un vestit relativament modern. En 1964 la marca de roba esportiva Adidas va començar a fabricar xandalls en sèrie, amb unes característiques ratlles longitudinals als laterals dels pantalons. Al començament era roba fosca, típicament en blau marí, que es portava únicament durant els entrenaments esportius. Als anys 70 del segle xx ja es portaven al carrer, estaven de moda els de roba brillant, normalment nylon, i de tall més aviat estret. Es van afegir colors vius primaris, com el vermell o el blanc. Es van començar a portar les dues peces per separat, per exemple una jaqueta de xandall amb texans, o de diferent color que els pantalons. Als anys 90 van néixer algunes variacions, com els pantalons amb diverses butxaques, i va esdevenir roba per a sortir a les cultures del techno i del hip-hop. Al segle xxi encara es porta

## Etimologia
L'origen d'aquesta paraula és a la paraula francesa "chandail", abreviatura popular de "marchand d'ail", mercader o venedor d'alls, que designava a les Halles de París els treballadors del mercat de verdures i després, per metonímia, jersei que portaven.

## Història

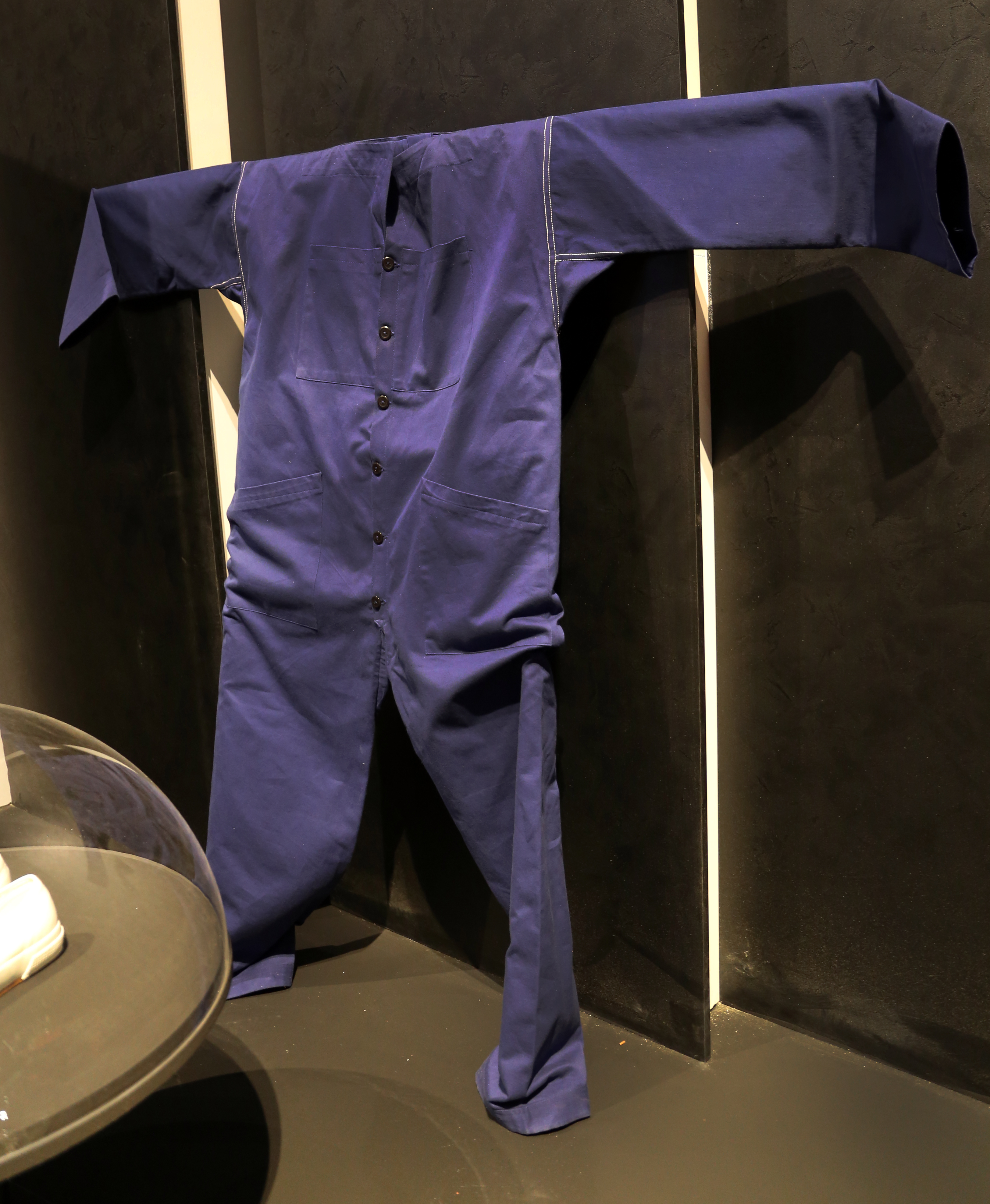
Tuta, creat per Thayaht i el seu germà el 1920.

El 1919 - 1920, com a part del moviment futurista, Thayaht amb el seu germà RAM van inventar un vestit d'home essencial anomenat "Tuta", amb butxaques i cinturó per utilitzar cada dia, fàcil de fabricar i de baix cost en oposició a la moda burgesa d'aquell temps: el vestit de nom és una adaptació del tout-de-même francès, "tot el mateix". L'adaptació del nom "tuta" també es refereix a un patró de la peça: una T per a les mànigues i el cos superposat en una U en angle recte per als malucs i el tall de les cames "A".  No obstant això, aquesta proposta no va tenir gaire èxit a la roba de cada dia, i la demanda va continuar la seva carrera com una peça protectora per al món laboral, en particular la indústria metal·lúrgica on el treballador va prendre el nom de tuta blu (xandall blau).
El xandall va ser molt popular entre els aficionats al hip hop i al breakdance durant els anys 1980. En aquest període, els xandalls eren fabricats d'una barreja de triacetat i de polièster, cosa que els donava un aspecte molt brillant i facilitava els moviments de ball, particularment els girs amb el cos sobre el terra.

## Curiositats
Bruce Lee, a la pel·lícula Game of Death, portava un xandall groc en comptes d'un tipus de vestimenta més tradicional i típica, fins aleshores, per al kung fu. Amb això volia donar la idea que el Jeet Kune Do no era un art pretensiós sinó una manera moderna de lluitar a la pràctica. Més tard, a les dues parts de la pel·lícula Kill Bill, de Quentin Tarantino, la protagonista, interpretada per Uma Thurman, porta també un xandall groc, com a homenatge de Tarantino a l'esmentada pel·lícula de Bruce Lee.